# Юров Олександр Олександрович
Олекса́ндр Олекса́ндрович Юров (позивний «Музикант») (6 вересня 1988 — 28 вересня 2023) — музикант, викладач та військовослужбовець 124-ї окремої бригади територіальної оборони, учасник російсько-української війни.

## Життєпис
Народився 6 вересня 1988 в селі Горностаївка Херсонської області. Здобув дві вищі освіти в Херсонському державному університеті. Одну на факультеті культури і мистецтв на спеціальності музичне мистецтво, другу — на факультеті психології, історії та соціології на спеціальності середня освіта (історія).
З 2010 року працював учителем по класу гітари в Херсонській дитячій музичній школі № 4, грав у симфонічному оркестрі та в різних херсонських музичних гуртах (ансамблі «Троїсті музики», «Тріумфаль»,  «Broken Brain», «Snikersnne band», «ReDance»).
У 2017—2021 роках поєднував роботи із працею в музичному оркестрі поліції.
Під час повномасштабної війни чоловік приєднався до лав 124-ї окремої бригади територіальної оборони Збройних Сил України.
На початку своєї служби Олександр був на посаді кадровика в бригаді. Проте його це не влаштовувало, він пройшов потрібне навчання та в офіцерському званні став командиром взводу. Згодом перевівся до одного з батальйонів бригади у штурмовий підрозділ. Він хотів дійти до рідного селища й визволити своїх батьків, рідних та односельців з російської окупації. Провів кілька успішних операцій на лівому березі.
28 вересня 2023 року загинув під час виконання бойового завдання на Херсонщині. Утримуючи позиції на лівому березі Дніпра, зазнав смертельного поранення внаслідок прямого влучання ворожого артилерійського снаряда.
Похований на Алеї Слави кладовища Геологів у Херсоні. В Олександра залишилися батьки, донька, кохана.

## Нагороди та вшанування пам'яті
- Відзнака Президента України «За оборону України»[10]

- У жовтні 2023 року в Києві відбувся благодійний вечір «ХЕРСОН. Люди, як струни» в пам'ять загиблому Олександру Юрову[11][12].